# Csuta
Csuta románul: Ciuta, falu Romániában, a Bánságban, Krassó-Szörény megyében.

## Fekvése
Karánsebestől északra fekvő település.

## Története
Csuta nevét 1411-ben Zsigmond király oklevele említette először Chutha in districtu Sebes néven, majd 1440-ben Cuta in districtu Caransebes formában volt említve. 1470 körül Czwta, 1655-ben Czuta, 1808-ban Csutta, 1888-ban és 1913-ban Csuta néven volt említve.
1411-ben a Macskásiak kérelmére Zsigmond király az aradi káptalan által elrendelte Csuta nevű birtokuk határainak bejárásátés kiigazítását. A falu akkor a sebesi kerületben feküdt. Csuta birtokosai voltak ekkor a Macskásiak közül : Macskási Dénes, Iván fia, Koszta és Farkas, Román fiai, András és Mihály, László fiai, és Iván, Mihály fia, valamint még Szilvásy Mihály, Iván fia és testvérei: László és István. 1440-ben I. Ulászló király a Macskásyakat megerősítette itteni birtokaikban. 1470 körül Macskásy Jakab zsidóvári várnagy Macskás, Theus, Tiukova, C z w t a, Zazest, Ruzsinócz és más részbirtokait 300 arany forintért elzálogosította, majd 1478-ban visszaváltotta a csutai és más részbirtokokat Mutnoki Mihály özvegyétől, melyeket Macskásy Zakár özvegye Mutnoki Mihálynak elzálogosított, hogy török fogságba esett leányát kiválthassa.
1671-ben, Amhed bég idején Karánsebeshez hasonlóan Csuta mellett is több fosztogatás történt, amiért az erdélyi fejedelem közbenjárását kérték.
1769-ben a falu a zsupaneki oláh zászlóalj ohaba-bisztrai század községeinek egyikét képezte. 1778-ban az oláh-illír határrezredhez került, mely oláhbánsági ezreddé alakult, Csutát az ohabai századba osztották be.
A trianoni békeszerződés előtt Krassó-Szörény vármegye Karánsebesi járásához tartozott. 1910-ben 713 lakosából 705 görög keleti ortodox román volt.

## Források

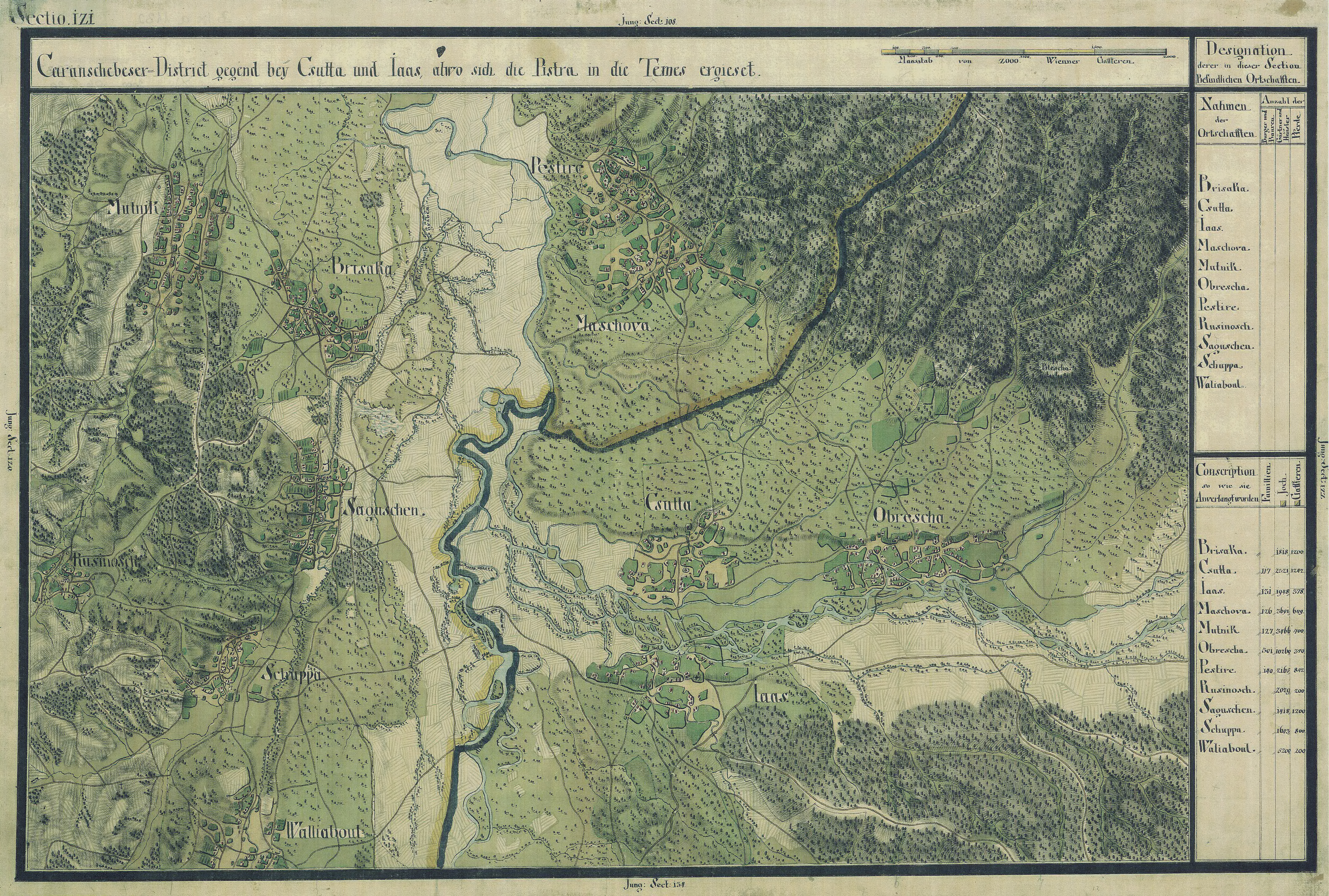
Csuta egy régi térképen